# L'ultimo Lord (film 1926)
L'ultimo Lord è un film muto del 1926 diretto da Augusto Genina.
L'ultimo Lord è una commedia scritta da Ugo Falena nel 1925, liberamente ispirata al romanzo Il piccolo Lord della scrittrice inglese Frances Hodgson Burnett. Falena dette una versione romantica della storia, in cui ad essere protagonista non è un ragazzino ma una giovane donna. Il film, che ottenne grande successo in Francia e Germania, consacrò Carmen Boni come attrice di fama internazionale.
Nel 1932 lo stesso regista Augusto Genina diresse un remake sonoro con un cast diverso ma con la stessa attrice protagonista Carmen Boni. Una terza versione della commedia di Falena fu realizzata da Lucio De Caro nel 1945: Il ventesimo duca, con protagonista Paola Veneroni.

## Trama
Il "piccolo Lord" (Freddie) è in realtà una giovane donna che finge di essere un ragazzo adolescente pur di avere l'opportunità di incontrare il nonno, notoriamente misogino, fino all'inevitabile lieto fine e al matrimonio con un giovane principe.

## Produzione
Il film fu prodotto in Italia da Cinès-Pittaluga.

## Distribuzione
Il film uscì nelle sale cinematografiche italiane nel 1926 e fu distribuito internazionalmente.